# Список видов семейства Ctenizidae
Список всех описанных видов пауков семейства Ctenizidae на 10 сентября 2013 года.

## Bothriocyrtum
Bothriocyrtum Simon, 1891
- Bothriocyrtum californicum (O. P.-Cambridge, 1874) — США
- Bothriocyrtum fabrile Simon, 1891 — Мексика
- Bothriocyrtum tractabile Saito, 1933 — Тайвань

## Conothele
Conothele Thorell, 1878
- Conothele arboricola Pocock, 1899 — Новая Британия
- Conothele birmanica Thorell, 1887 — Мьянма
- Conothele cambridgei Thorell, 1890 — Суматра
- Conothele doleschalli Thorell, 1881 — Квинсленд
- Conothele ferox Strand, 1913 — Новая Гвинея
- Conothele fragaria (Donitz, 1887) — Япония
- Conothele gressitti (Roewer, 1963) — Микронезия
- Conothele hebredisiana Berland, 1938 — Новые Гибриды
- Conothele lampra (Chamberlin, 1917) — Неизвестно
- Conothele limatior Kulczynski, 1908 — Новая Гвинея
- Conothele malayana (Doleschall, 1859) — Молуккские острова, Новая Гвинея, Австралия
- Conothele nigriceps Pocock, 1898 — Соломоновы острова
- Conothele spinosa Hogg, 1914 — Новая Гвинея
- Conothele taiwanensis (Tso, Haupt & Zhu, 2003) — Тайвань
- Conothele trachypus Kulczynski, 1908 — Новая Британия
- Conothele truncicola Saaristo, 2002 — Сейшеллы
- Conothele vali Siliwal et al., 2009 — Индия
- Conothele varvarti Siliwal et al., 2009 — Индия

## Cteniza
Cteniza Latreille, 1829
- Cteniza brevidens (Doleschall, 1871) — Сицилия, Сардиния
- Cteniza ferghanensis Kroneberg, 1875 — Центральная Азия
- Cteniza moggridgei O. P.-Cambridge, 1874 — Франция, Италия
- Cteniza sauvagesi (Rossi, 1788) — Корсика, Сардиния

## Cyclocosmia
Cyclocosmia Ausserer, 1871
- Cyclocosmia lannaensis Schwendinger, 2005 — Китай, Таиланд
- Cyclocosmia latusicosta Zhu, Zhang & Zhang, 2006 — Китай
- Cyclocosmia loricata (C. L. Koch, 1842) — Мексика, Гватемала
- Cyclocosmia ricketti (Pocock, 1901) — Китай
- Cyclocosmia siamensis Schwendinger, 2005 — Таиланд, Лаос
- Cyclocosmia torreya Gertsch & Platnick, 1975 — США
- Cyclocosmia truncata (Hentz, 1841) — США

## Cyrtocarenum
Cyrtocarenum Ausserer, 1871
- Cyrtocarenum cunicularium (Olivier, 1811) — Греция, Крит, Родос, Турция
- Cyrtocarenum grajum (C. L. Koch, 1836) — Греция, Крит

## Hebestatis
Hebestatis Simon, 1903
- Hebestatis lanthanus Valerio, 1988 — Коста-Рика
- Hebestatis theveneti (Simon, 1891) — США

## Latouchia
Latouchia Pocock, 1901
- Latouchia bachmaensis Ono, 2010 — Вьетнам
- Latouchia batuensis Roewer, 1962 — Малайзия
- Latouchia cornuta Song, Qiu & Zheng, 1983 — Китай
- Latouchia cryptica (Simon, 1897) — Индия
- Latouchia cunicularia (Simon, 1886) — Вьетнам
- Latouchia davidi (Simon, 1886) — Тибет
- Latouchia fasciata Strand, 1907 — Китай
- Latouchia formosensis Kayashima, 1943 — Тайвань
  - Latouchia formosensis smithi Tso, Haupt & Zhu, 2003 — Тайвань
- Latouchia fossoria Pocock, 1901 — Китай
- Latouchia hunanensis Xu, Yin & Bao, 2002 — Китай
- Latouchia hyla Haupt & Shimojana, 2001 — Острова Рюкю
- Latouchia japonica Strand, 1910 — Япония
- Latouchia kitabensis (Charitonov, 1946) — Центральная Азия
- Latouchia parameleomene Haupt & Shimojana, 2001 — Окинава
- Latouchia pavlovi Schenkel, 1953 — Китай
- Latouchia swinhoei Pocock, 1901 — Окинава, Острова Рюкю
- Latouchia typica (Kishida, 1913) — Китай, Япония
- Latouchia vinhiensis Schenkel, 1963 — Китай

## Stasimopus
Stasimopus Simon, 1892
- Stasimopus artifex Pocock, 1902 — Южная Африка
- Stasimopus astutus Pocock, 1902 — Южная Африка
- Stasimopus bimaculatus Purcell, 1903 — Южная Африка
- Stasimopus brevipalpis Purcell, 1903 — Южная Африка
- Stasimopus caffrus (C. L. Koch, 1842) — Южная Африка
- Stasimopus castaneus Purcell, 1903 — Южная Африка
- Stasimopus coronatus Hewitt, 1915 — Южная Африка
- Stasimopus dreyeri Hewitt, 1915 — Южная Африка
- Stasimopus erythrognathus Purcell, 1903 — Южная Африка
- Stasimopus filmeri Engelbrecht & Prendini, 2012 — Южная Африка
- Stasimopus fordi Hewitt, 1927 — Южная Африка
- Stasimopus gigas Hewitt, 1915 — Южная Африка
- Stasimopus griswoldi Engelbrecht & Prendini, 2012 — Южная Африка
- Stasimopus hewitti Engelbrecht & Prendini, 2012 — Южная Африка
- Stasimopus insculptus Pocock, 1901 — Южная Африка
  - Stasimopus insculptus peddiensis Hewitt, 1917 — Южная Африка
- Stasimopus kentanicus Purcell, 1903 — Южная Африка
- Stasimopus kolbei Purcell, 1903 — Южная Африка
- Stasimopus leipoldti Purcell, 1902 — Южная Африка
- Stasimopus longipalpis Hewitt, 1917 — Южная Африка
- Stasimopus mandelai Hendrixson & Bond, 2004 — Южная Африка
- Stasimopus maraisi Hewitt, 1914 — Южная Африка
- Stasimopus meyeri (Karsch, 1879) — Юго-Восточная Африка
- Stasimopus minor Hewitt, 1915 — Южная Африка
- Stasimopus nanus Tucker, 1917 — Южная Африка
- Stasimopus nigellus Pocock, 1902 — Южная Африка
- Stasimopus obscurus Purcell, 1908 — Южная Африка
- Stasimopus oculatus Pocock, 1897 — Южная Африка
- Stasimopus palpiger Pocock, 1902 — Южная Африка
- Stasimopus patersonae Hewitt, 1913 — Южная Африка
- Stasimopus poweri Hewitt, 1915 — Южная Африка
- Stasimopus purcelli Tucker, 1917 — Южная Африка
- Stasimopus quadratimaculatus Purcell, 1903 — Южная Африка
- Stasimopus qumbu Hewitt, 1913 — Южная Африка
- Stasimopus robertsi Hewitt, 1910 — Южная Африка
- Stasimopus rufidens (Ausserer, 1871) — Южная Африка
- Stasimopus schoenlandi Pocock, 1900 — Южная Африка
- Stasimopus schreineri Purcell, 1903 — Южная Африка
- Stasimopus schultzei Purcell, 1908 — Намибия
- Stasimopus spinipes Hewitt, 1917 — Южная Африка
- Stasimopus spinosus Hewitt, 1914 — Южная Африка
- Stasimopus steynsburgensis Hewitt, 1915 — Южная Африка
- Stasimopus suffuscus Hewitt, 1916 — Южная Африка
- Stasimopus tysoni Hewitt, 1919 — Южная Африка
- Stasimopus umtaticus Purcell, 1903 — Южная Африка
  - Stasimopus umtaticus rangeri Hewitt, 1927 — Южная Африка
- Stasimopus unispinosus Purcell, 1903 — Южная Африка

## Ummidia
Ummidia Thorell, 1875
- Ummidia absoluta (Gertsch & Mulaik, 1940) — США
- Ummidia aedificatoria (Westwood, 1840) — Португалия, Испания, Марокко
- Ummidia algarve Decae, 2010 — Португалия
- Ummidia algeriana (Lucas, 1846) — Алжир, Тунис
- Ummidia armata (Ausserer, 1875) — Неизвестно
- Ummidia asperula (Simon, 1889) — Венесуэла
- Ummidia audouini (Lucas, 1835) — США
- Ummidia beatula (Gertsch & Mulaik, 1940) — США
- Ummidia carabivora (Atkinson, 1886) — США
  - Ummidia carabivora emarginata (Atkinson, 1886) — США
- Ummidia celsa (Gertsch & Mulaik, 1940) — США
- Ummidia erema (Chamberlin, 1925) — США
- Ummidia funerea (Gertsch, 1936) — США
- Ummidia gandjinoi (Andreeva, 1968) — Таджикистан
- Ummidia glabra (Doleschall, 1871) — Бразилия
- Ummidia modesta (Banks, 1901) — США
- Ummidia nidulans (Fabricius, 1787) — Вест-Индия
- Ummidia oaxacana (Chamberlin, 1925) — Мексика
- Ummidia picea Thorell, 1875 — Испания
- Ummidia pustulosa (Becker, 1879) — Мексика
- Ummidia pygmaea (Chamberlin & Ivie, 1945) — США
- Ummidia rugosa (Karsch, 1880) — Коста-Рика, Панама
- Ummidia salebrosa (Simon, 1891) — Сент-Винсент
- Ummidia tuobita (Chamberlin, 1917) — США
- Ummidia zebrina (F. O. P.-Cambridge, 1897) — Мексика, Гватемала
- Ummidia zilchi Kraus, 1955 — Мексика, Сальвадор